# Vengo dalla Luna
Vengo dalla Luna è un singolo del rapper italiano Caparezza, pubblicato il 6 maggio 2004 come quarto estratto dal secondo album in studio Verità supposte.

## Descrizione
Sesta traccia dell'album, il testo di Vengo dalla Luna presenta un'esplicita critica ai pregiudizi sociali contro la gente che è nata in un posto diverso da quello in cui si trova a vivere. Il concetto viene estremizzato sostenendo che il "diverso" posto di provenienza del cantante sia la luna e che, nonostante ciò, non ci siano vere ragioni per cui debba essere vittima di pregiudizio.
Il brano ha visto inoltre la partecipazione vocale di Diego Perrone, frontman de I Medusa.

## Video musicale
Nel video si alternano scene in cui Caparezza e il suo gruppo suonano all'interno di una zona di contenimento, con altre scene in cui il rapper scappa da alcuni uomini in nero. Il video termina con il cantante che riesce a costruire un apparecchio per teletrasportarsi altrove, mentre si scopre che i suoi inseguitori, i reali abitanti del pianeta, siano degli alieni.

## Tracce
Testi e musiche di Caparezza.
CD
1. Vengo dalla Luna (Clean Radio Edit) – 3:52
2. Vengo dalla Luna (Edit Version) – 3:52
3. Giuda me (Live 13/12/03 Firenze - Flog)
4. Chi c*zzo me lo fa fare (Live 23/12/03 Gallipoli - Chalet De La Mar)
5. Mammamiamammà (Live 5/12/03 Legnano - Officine)
6. Dagli all'untore (Live 22/11/03 Roma - Villaggio Globale)
7. Fuori dal tunnel (Videoclip)
8. Il secondo secondo me (Videoclip)

Download digitale
1. Vengo dalla Luna (Clean Radio Edit) – 3:52

## Formazione
Musicisti
- Caparezza – voce, Triton, MPC
- Diegone (Medusa) – voce aggiuntiva
- Giovanni Astorino – basso
- Alfredo Ferrero – chitarra
- Rino Corrieri – batteria acustica

Produzione
- Carlo U. Rossi – produzione, arrangiamento, missaggio
- Antonio Baglio – mastering

## Classifiche
| Classifica (2004) | Posizione massima |
| ----------------- | ----------------- |
| Italia            | 12                |

## Cover
Il gruppo musicale italiano Måneskin ha proposto una reinterpretazione del brano in chiave rock durante i Bootcamp di X Factor 2017, pubblicata successivamente nell'EP Chosen.